# الحارس الوحيد (فلم)
الحارس الوحيد (بالإنجليزية: The Lone Ranger) فيلم مغامرة أمريكي إصدار عام 2013 من إنتاج شركة والت ديزني وجيري بروكهايمر، الفيلم من بطولة جوني ديب وأرمي هامر، ومن إخراج غور فيربينسكي

## القصة
تدور أحداث الفيلم في عام 1869، عن محارب هندي ـ أميركي يدعى «تونتو» (الممثل: جوني ديب) يقوم بسرد القصص عن رجل القانون المقنع جون ريد (الممثل:أرمي هامر) الذي أصبح من مجرد رجل قانون عادي إلى أسطورة في تحقيق العدالة، وهو (أي جوني ريد) أحد الحراس بمدينة تكساس أنقذه «تونتو» من الموت المحقق

و يأخذنا الفيلم في مغامرة ملحمية مشوقة مليئة بالأكشن والمفاجأت وبعض الكوميديا حيث يحاول بطلا الفيلم «تونتو» (الممثل: جوني ديب و«جون ريد» (الممثل:أرمي هامر) العمل سويا لمحاربة الفساد والظلم رغم أنهما متناقضان.

## طاقم التمثيل
- جوني ديب في دور تونتو
- أرمي هامر في دور جون ريد
- توم ويلكينسون في دور لاثام ويلينسون
- ويليام فيكنر في دور بوتش كافنديش
- باري بيبر في دور الكابتن جاي فولر
- روث ويلسون في دور ريبيكا ريد
- جيمس بادج دايل في دور دان ريد
- هيلينا بونهام كارتر في دور ريد هانينغتون

## وصلات خارجية
- الموقع الرسمي
- مقالات تستعمل روابط فنية بلا صلة مع ويكي بيانات
- الحارس الوحيد في قاعدة بيانات الأفلام العربية

لا توجد روابط لمواقع التواصل الاجتماعي.